# Pedro Portillo
Pedro Portillo Silva (Huacho, 1 de agosto de 1856 - † Lima, 15 de junio de 1916) fue un militar y explorador peruano que participó en la Guerra del Pacífico. Fue prefecto de Ayacucho (1896-1900); ministro de Guerra y Marina (1900-1901); prefecto de Loreto (1901-1904); ministro de Fomento y Obras Públicas (1906-1908 y 1913-1914) y senador por Loreto (1913-1916). Se destacó como defensor y explorador de los ríos de la Amazonía peruana. Es autor de uno de los más completos mapas de dicha región.

## Biografía
A los 23 años se incorporó al ejército peruano, durante la Guerra del Pacífico para defender su patria. Fue enviado al sur en la División de La Cotera, participando en las batallas de San Francisco y Tarapacá. Participó, además, en la defensa del Morro de Arica.
Fue subprefecto de Chancay, prefecto de Ayacucho (1896-1900), ministro de Guerra y Marina (1900-1901) y prefecto de Loreto (1901-1904).  
Como prefecto del departamento de Ayacucho, realizó varios viajes de exploración sobre el territorio de su jurisdicción, y con el conocimiento adquirido, habilitó importantes vías de comunicación. Así, construyó el puente de Pongora entre Huanta y Ayacucho, y fundó varios puertos fluviales como Huaura y Bolognesi en las márgenes del río Apurímac, Carranza sobre el río Mantaro y Raimondi en la confluencia del Tambo y el Urubamba.
Como prefecto de Loreto, se manifestó como administrador eficiente y progresista, a la vez que se encargó de explorar los ríos amazónicos. Recorrió la región del río Pichis, el Pongo de Manseriche, la cuenca del río Perené, navegando, además, por los ríos Marañón, Amazonas, Yavarí, Putumayo, Napo y la parte baja de los ríos Tigre, Morona, Pastaza y Ucayali.
Contribuyó así a la confección del Atlas del departamento de Loreto. Asimismo, defendió los límites peruanos rechazando las infiltraciones ecuatorianas en el río Napo y río Aguarico en las acciones de Angoteros y Torres Causana bajo la dirección del capitán Chávez Valdivia y del alférez de marina Óscar Mavila.
Luego fue Ministro de Fomento y Obras Públicas (1906-1908), Senador por Loreto (1913-1916), y nuevamente Ministro de Fomento (1913 a 1914). Por esos años volcó desinteresadamente sus conocimientos geográficos en el Archivo de Límites.
Víctima de una penosa enfermedad, falleció en su domicilio de Lima, a los 60 años de edad.

## Importancia
Sus trabajos de exploración fueron de vital importancia, ya que perfeccionaron y complementaron las observaciones geográficas del sabio italiano Antonio Raimondi. Hizo aportes valiosos para el Boletín de la Sociedad Geográfica de Lima.

Su labor como geógrafo ha sido reconocida por distintas personalidades como Jorge Basadre, quien cita que un funcionario colombiano aseveró que si el Perú conservaba el Putumayo en realidad se lo debía a Pedro Portillo. Asimismo Víctor Andrés Belaunde lo calificó como el Requena del siglo XX “por su sentido imperial, la misma audacia, semejante talento ejecutivo e idéntica visión certera sobre los destinos de Maynas”.
Juan Castañeda Murga en Forjadores del Perú.

## Publicaciones
- Las montañas de Ayacucho y los ríos Apurímac, Mantaro, Ene, Perené, Tambo, Alto Ucayali (1901)
- Apuntes de la historia de Huamanga y estado actual de la diócesis (1903)
- Mapa del Perú (1906)
- Contribución a la geografía de Loreto (1909).
- Acontecimientos realizados con los ecuatorianos, colombianos y brasileños en los ríos Napo, Putumayo, Yurúa y Purús durante los años de 1901 a 1904 (1909).

## Reconocimientos
Llevan su nombre:
- una provincia del actual departamento de Ucayali;
- el Batallón de infantería n.º 19 del Ejército Peruano, que participó en el conflicto con el Ecuador;
- la capital del distrito de Yurúa